# أوكسبريج (دائرة انتخابية في المملكة المتحدة)
أوكسبريج (بالإنجليزية: Uxbridge)‏ هي إحدى الدوائر الانتخابية في المملكة المتحدة الممثلة في مجلس العموم في برلمان المملكة المتحدة.
عضو البرلمان الذي يمثلها حالياً هو :Mr John Randall (Con).